# Con pecado concebidas
Con pecado concebidas es una telenovela argentina creada por Víctor Agú, dirigida por Juan David Elicetche y transmitida por Canal 9 que se emitió a partir del 13 de abril de 1993. Es protagonizada por Moria Casán, Nora Cárpena y María Valenzuela y fue un éxito en su país de origen.

## Sinopsis
Tres mujeres que se encuentran en prisión injustamente logran escapar tras un motín. En el escape coinciden con el accidente de unas monjas y para sobrevivir se hacen pasar por ellas, lo que las llevará a un sinfín de aventuras y romances donde se enfrentarán a lo más profundo de su ser y sus pasiones, para al final realizarse y hacer justicia.

## Elenco
- Nora Cárpena - Mariana / Sor Inés
- María Valenzuela - Vilma / Sor María
- Moria Casán - Lolita / Sor Juana
- Carlos La Rosa
- Juan Leyrado - Germán
- Cecilia Milone
- Boy Olmi
- Aldo Barbero
- Beba Bidart - Sandra
- Rudy Carrié - Pepe
- Pablo Codevila
- Luz Kerz
- Nya Quesada
- María Elena Sagrera - Estela
- Tincho Zabala

## Produccción
- FICHA TÉCNICA:
- vestuario: Alicia y Estela Flores
- escenografía: Horacio de Lázzari
- iluminación: Hugo Lettieri
- sonido-musicalización: Hugo García
- asistente de dirección: Marcelo Feliz
- producción: Darío Álvarez
- dirección: Juan David Elicetche

## Premios y nominaciones
| Año  | Premio                | Categoría                | Receptor/a     | Resultado |
| ---- | --------------------- | ------------------------ | -------------- | --------- |
| 1993 | Premios Martín Fierro | Mejor autor / libretista | Liliana Benard | Ganadora  |
| 1993 | Premios Martín Fierro | Actriz de comedia        | Moria Casán    | Ganadora  |

## Adaptaciones
Se realizó un remake de esta historia en México y comenzó a emitirse en el 2010 por Tv Azteca bajo el nombre de Prófugas del destino